# Église Saint-Martin de Nubécourt
L'église Saint-Martin est une église catholique située à Nubécourt, en France, classée  monument historique depuis 1908.

## Localisation
L'église est située dans le département français de la Meuse, sur la commune de Nubécourt.

## Historique
De style gothique flamboyant l'église, construite à partir du XVe siècle a une abside pentagonale avec des éléments défensifs comme la salle située au-dessus du chevet et des fenêtres de tirs.
L'édifice est classé au titre des monuments historiques en 1908.